# 15343 Von Wohlgemuth
15343 Von Wohlgemuth este o planetă minoră (asteroid) din centura de asteroizi. A fost descoperită pe 15 august 1994 la Circolo Culturale Astronomico di Farra d'Isonzo⁠(d) de Circolo Culturale Astronomico di Farra d'Isonzo⁠(d). 
Obiectul prezintă o orbită caracterizată de o semiaxă mare de 2,244247 UAi, o excentricitate de 0,13, o înclinație de 3,71993 ° în raport cu ecliptica.